# Kanton Saint-Rambert-en-Bugey
Kanton Saint-Rambert-en-Bugey (fr. Canton de Saint-Rambert-en-Bugey) byl francouzský kanton v departementu Ain v regionu Rhône-Alpes. Skládal se z 12 obcí. Zrušen byl po reformě kantonů 2014.

## Obce kantonu
- Arandas
- Argis
- Chaley
- Cleyzieu
- Conand
- Évosges
- Hostias
- Nivollet-Montgriffon
- Oncieu
- Saint-Rambert-en-Bugey
- Tenay
- Torcieu